# جورج شو (لاعب كرة قدم)
جورج شو (بالإنجليزية: George Shaw)‏ (10 فبراير 1969 بغلاسكو في المملكة المتحدة - ) هو مدرب كرة قدم ولاعب كرة قدم بريطاني في مركز الهجوم. لعب مع دونفرملين أثلتيك ونادي بارتيك ثيسل ونادي دندي ونادي روس كاونتي ونادي سانت ميرين ونادي سترنرير ‏ ونادي اربوراث وفورفار أثلتيك ‏ وGlasgow United F.C. ‏ ونادي كلايدبانك ‏.

## وصلات خارجية
- جورج شو على موقع قاعدة بيانات كرة القدم.إي يو (الإنجليزية)